# Phytocoris conspicuus
Phytocoris conspicuus är en insektsart som beskrevs av Johnston 1930. Phytocoris conspicuus ingår i släktet Phytocoris och familjen ängsskinnbaggar. Inga underarter finns listade i Catalogue of Life.